# Гутнах
Гутнах (нем. Gutnach) — река в Германии, протекает по земле Бавария. Общая длина реки, считая Фордере-Гутнах (нем. Vordere Gutnach), составляет 19,06 км, площадь водосборного бассейна — 33,72 км².

## Течение
Фордере-Гутнах берёт начало на территории коммуны Камлах и течёт на юг, немного отклоняясь к западу. Сразу после пересечения дороги MN8 слева к нему присоединяется Хинтере-Гутнах (нем. Hintere Gutnach). Некоторые источники полагают началом Гутнаха слияние этих двух рек, расположенное к востоку от Обершёнегга, однако водный индекс Фордере-Гутнаха и Гутнаха совпадает. Гутнах впадает в Хазельбах с правой стороны к северо-востоку от Эберсхаузена.

## Интересные факты
В окрестностях Гутнаха, в Брайтенбрунне, в середине XX века было открыто месторождение нефти. Её добыча производилась вплоть до 1995 года.